# Cora (cohete)

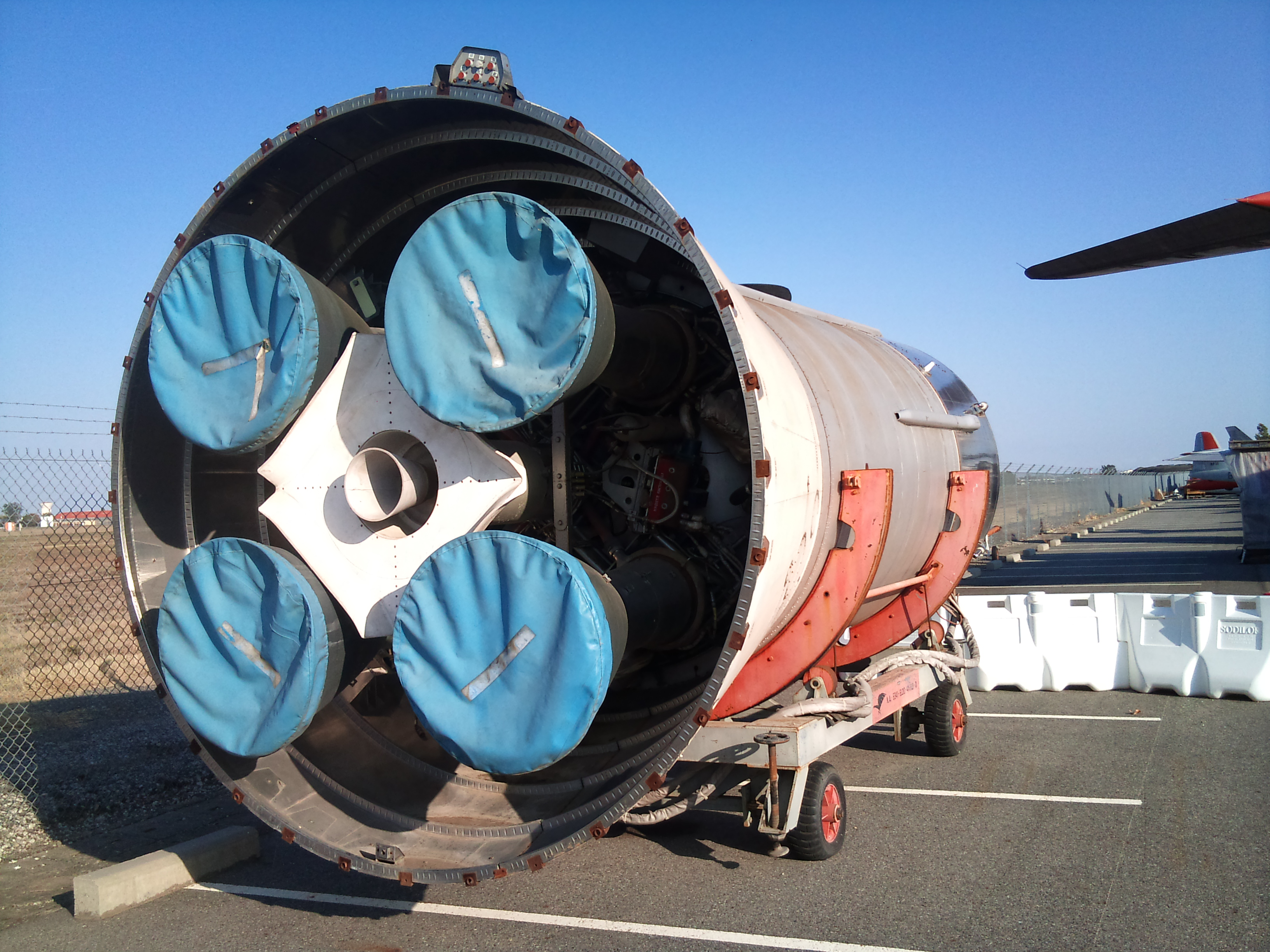
Cora

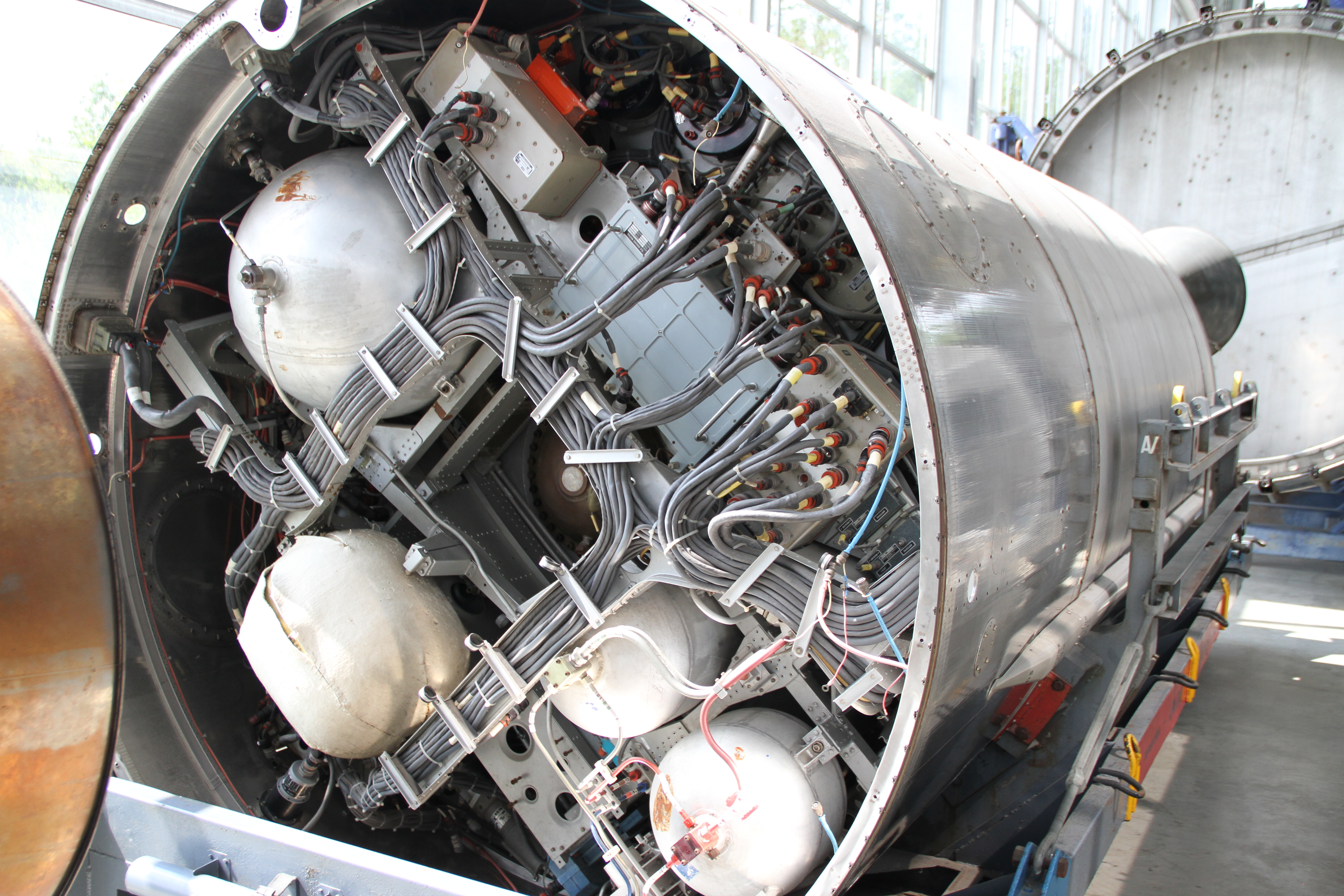
Cora

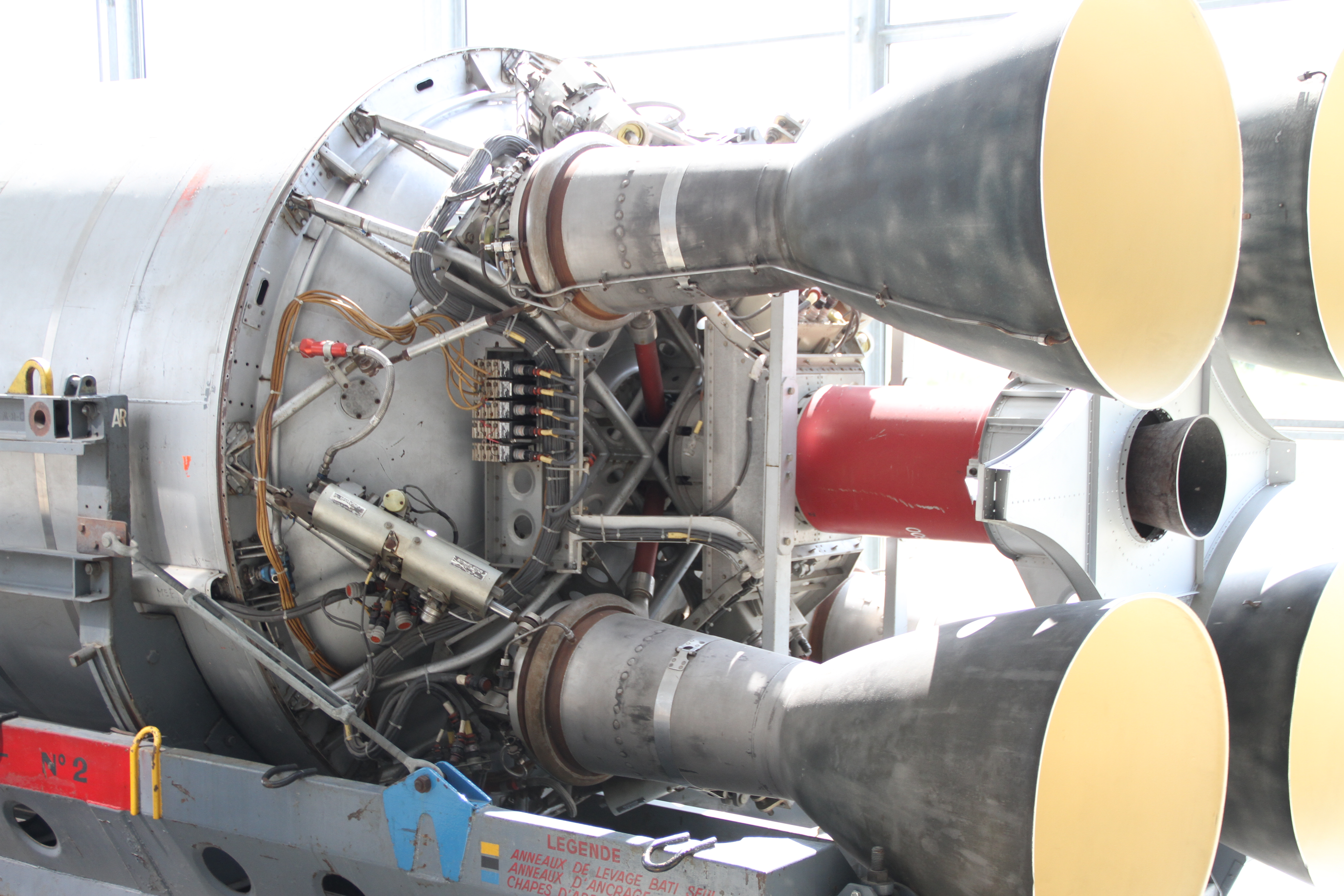
Cora

Cora fue un cohete experimental desarrollado durante los años 1960 para probar la segunda y tercera etapas del lanzador Europa, precursor de los lanzadores Ariane.
La organización encargada de llevar a cabo los lanzamientos fue la ELDO, antecesora de la actual ESA.
La versión Cora 1 usó una etapa francesa Coralie, mientras que la versión Cora 2 (que nunca llegó a probarse) habría añadido una etapa Astris alemana. También se probó una cofia de manufactura italiana. Para las pruebas se acortaron las toberas (el motor usaba cuatro) con el fin de poder trabajar con el cohete a la presión atmosférica del nivel del mar. También se añadieron aletas para mejorar la estabilidad. Los propulsantes del cohete eran tetraóxido de nitrógeno y UDMH.
Sólo llegó a probarse la versión Cora 1, que falló en dos de los tres lanzamientos. Al no llevarse a cabo todas las pruebas no se pudieron descubrir los fallos que más tarde afectaron a las etapas superiores de lanzador Europa, cuyo programa finalmente tuvo que ser cancelado.

## Lanzamientos
- 27 de noviembre de 1966: Lanzado desde el complejo de lanzamiento de Beatrice, en Hammaguira, falló al perderse el control 62 s después del lanzamiento.
- 18 de diciembre de 1966: Lanzado desde el complejo de lanzamiento de Beatrice, en Hammaguira, alcanzó 55 km de altura y fue declarada como una prueba exitosa.
- 25 de octubre de 1967: Lanzado desde Biscarosse, el vehículo falló debido a un problema de cableado.

## Datos técnicos
- Apogeo: 55 km
- Empuje en despegue: 220 kN
- ISP (en el vacío): 280 s
- Masa total: 16.500 kg
- Diámetro del cuerpo principal: 2,01 m
- Longitud total: 11,5 m